# Trimma sanguinellus
Trimma sanguinellus är en fiskart som beskrevs av Richard Winterbottom och Ronald Vernon Southcott 2007. Trimma sanguinellus ingår i släktet Trimma och familjen smörbultsfiskar. Inga underarter finns listade i Catalogue of Life.